# Giuseppe Cesare Molineri
Giuseppe Cesare Molineri (Pinerolo, 24 agosto 1847 – Torino, 24 gennaio 1912) è stato uno scrittore, poeta e giornalista italiano.

## Biografia
Partecipò alla terza guerra d'indipendenza italiana con Garibaldi nel 1866 e fu molto vicino al movimento poetico della Scapigliatura piemontese. La sua lirica che più si avvicina al gusto scapigliato è considerata Lux in tenebris, componimento in quartine che alternano un quinario e un endecasillabo con rime ABAB. Il suo romanzo più apprezzato è Il viaggio di un annoiato (1875), definito da Benedetto Croce come il suo lavoro migliore. Fondò e diresse a Torino la rivista Serate italiane. Letture per le famiglie dal 1874 al 1878.

## Opere

### Narrativa
- Le sivitole (teatro, 1869)
- Il viaggio di un annoiato (romanzo, 1875)
- I drammi delle Alpi (romanzo, 1877)
- Bernardo Trevisano (racconto)
- Le persiane verdi (racconto)
- La contessa Maschenka (racconto)
- Nebbia (racconto)
- Il fidanzato della tempesta (racconto)
- Il corvo (racconto)

### Poesia
- Il canto della campagna (1870)
- All'aperto: liriche (1876)
- Poesie 1865-1906 (raccolta postuma, 1915)

### Saggistica
- Relazione dell'insegnamento sulla storia della letteratura drammatica (1880)
- Un nuovo volume di opere di Alessandro Manzoni (1883)
- Crestomazia degli autori greci e latini nelle migliori traduzioni italiane (1886)
- Lezioni di letteratura: parte I. Dell'invenzione e dell'elocuzione (1886)
- Storia della letteratura italiana, 3 voll. (1886-87)
- Storia d'Italia dal 1814 ai nostri giorni (1891)
- I poeti italiani alla corte di Carlo Emanuele I (1891)
- Nuova antologia manuale della letteratura italiana ordinata ad uso delle scuole secondarie dal secolo XIII al XV (1891)
- Gli studenti e la patria (1893)